# Spermacoce constricta
Spermacoce constricta är en måreväxtart som beskrevs av Harwood. Spermacoce constricta ingår i släktet Spermacoce och familjen måreväxter. Inga underarter finns listade i Catalogue of Life.